# Idroscalo di Genova
L'idroscalo di Genova fu un idroscalo italiano situato nel porto di Genova  e attivo a partire dai primi anni 20' del '900. La collocazione iniziale era presso Calata Giaccone, tra il ponte Rubattino e il San Giorgio (a Ovest di  Calata Bettolo). A fare le veci di "aerostazione", vi era una piccola imbarcazione. Nel 1931 l'idroscalo venne spostato nell'area a ovest della Lanterna, nell'area attigua alla centrale termoelettrica, a circa 5 km a est dell'attuale aeroporto. Qui si trovavano una banchina con struttura a pettine che garantiva 4 ormeggi, con due hangar e un'area di manovra a terra per gli aeromobili.

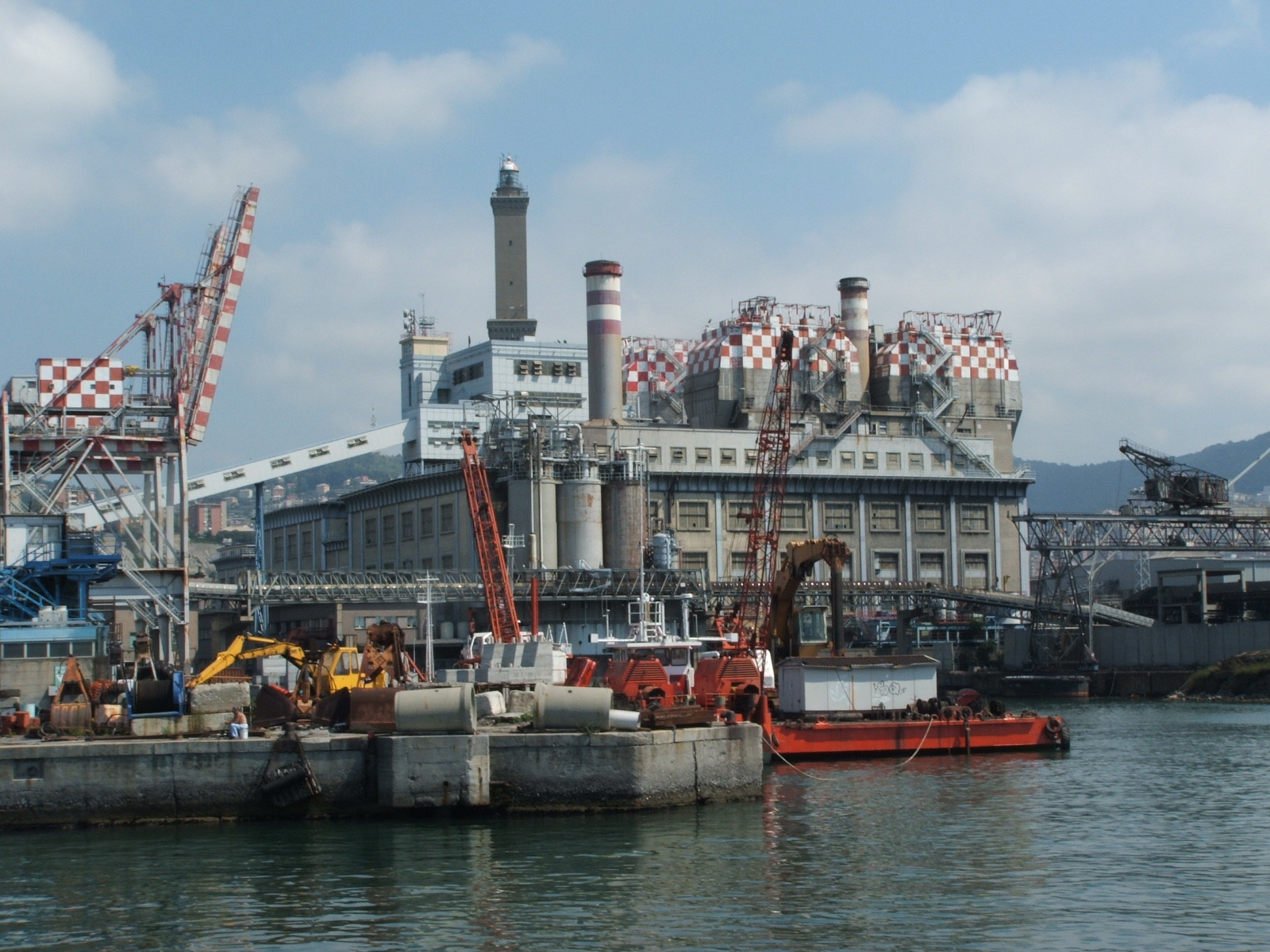
La centrale Enel nel porto di Genova, sullo sfondo la Lanterna già sede dell'idroscalo in disuso dal 1956 e demolito nel 1961.

## Storia
Nel 1910 ci fu la prima esibizione aeronautica a Genova al Lido d'Albaro, nel 1911 ci furono esibizioni aeree sulla spianata del Bisagno (odierna piazza della Vittoria); lo stesso anno il raid aereo Parigi-Genova-Roma fece tappa in città. Nel 1913  ci fu il volo Nizza-Genova-Roma e nel 1914 il volo Milano-Torino-Genova che portarono sempre più aeromobili in città. Ma la prima guerra mondiale fermò la costruzione di un aeroporto e si ripiegò su un idroscalo. Nel 1925 Rinaldo Piaggio fondò la Società Anonima Navigazione Aerea (SANA), con sede a Genova, che volava con idrovolanti Dornier Do J (Wal), Dornier Do R (Super Wal) e Dornier Do X, e costruì l'idroscalo che aveva una superficie di 20 000 m². Da Genova partivano voli per Marsiglia, Barcellona, Pavia, Venezia, Trieste, Tripoli, Gibilterra. Tra il 1932 e il 1934 ci fu un calo dei trasporti degli idrovolanti che vennero in parte soppiantanti dagli aeroplani.
Il 7 aprile del 1926 venne inaugurato il primo volo di linea tra Genova, Roma, Napoli e Palermo operato dalla SANA con aeromobili Dornier Do J “Wal” da 12 posti, costruiti dall’azienda ligure negli stabilimenti di Finale Ligure e di Pisa. Il percorso Genova – Palermo richiedeva 12 ore, contro le 48 del treno; il costo del biglietto di sola andata era di 450 lire, contro le 750 del treno. Il biglietto era comprensivo del trasporto in autobus da Piazza De Ferrari al Passo Nuovo, in prossimità dell’Idroscalo. Il viaggio di collaudo della rotta era stato effettuato il 2 marzo, senza passeggeri a bordo. Il volo inaugurale vide a bordo ospiti di rilievo, tra i quali i Commissari comunali genovesi Eugenio Broccardi e Ferruccio Lantini. La prima tratta, coperta con aeromobile marche I-DEAR, richiese due ore e quaranta minuti di volo.
Nel 1934 la SANA di Rinaldo Piaggio venne fusa con la Società Italiana Servizi Aerei (SISA) dei fratelli Cosulich che aveva sede a Trieste e nacque Ala Littoria. I voli di linea erano solo per Roma e Marsiglia, raggiungibili in due ore di volo, ma vennero soppressi in seguito alle sanzioni economiche del 1936 e ripresero dopo la fine delle sanzioni.
Il 14 luglio 1935 un velivolo monomotore S80 di proprietà di Giovanni Agnelli, pilotato da Arturo Ferrarin, e sul quale si trovava come passeggero Edoardo Agnelli, urtò un tronco vagante nel canale di calma; gli occupanti caddero entrambi in acqua illesi, ma Edoardo venne colpito alla testa dall'elica in movimento e morì sul colpo.
Tra il 1937 e il 1938 ci fu uno studio dell'ufficio tecnico del porto di Genova per costruire un aeroporto, i lavori iniziarono poco dopo finanziati dal Governo ma vennero sospesi nel 1943 a causa della guerra. La costruzione dell'aeroporto portò a un intenso dibattito sul fatto che poteva togliere passeggeri nei voli transatlantici.
Nel 1938 Ala Littoria riprese i voli da Genova, avendo come destinazioni Tunisi, Cagliari, Alghero e, solo la domenica, Pavia, Venezia e Trieste.
Nel 1948 alcuni studi proposero di costruire l'aeroporto di Genova a Arenzano o a Chiavari. Nel 1955 la britannica Eagle Airways riprese i voli dall'idroscalo diretti a Southampton e a Santa Margherita Ligure. Il 27 settembre 1956, appunto a Santa Margherita Ligure, il Solent 3 "City of Funchal" spiaggiò; gli abitanti vennero evacuati e l'idrovolante smontato; da allora non ci furono più voli da e per Genova. Poco dopo cominciarono i lavori di costruzione dell'aeroporto di Genova-Sestri, che venne inaugurato ufficialmente nel 1962.

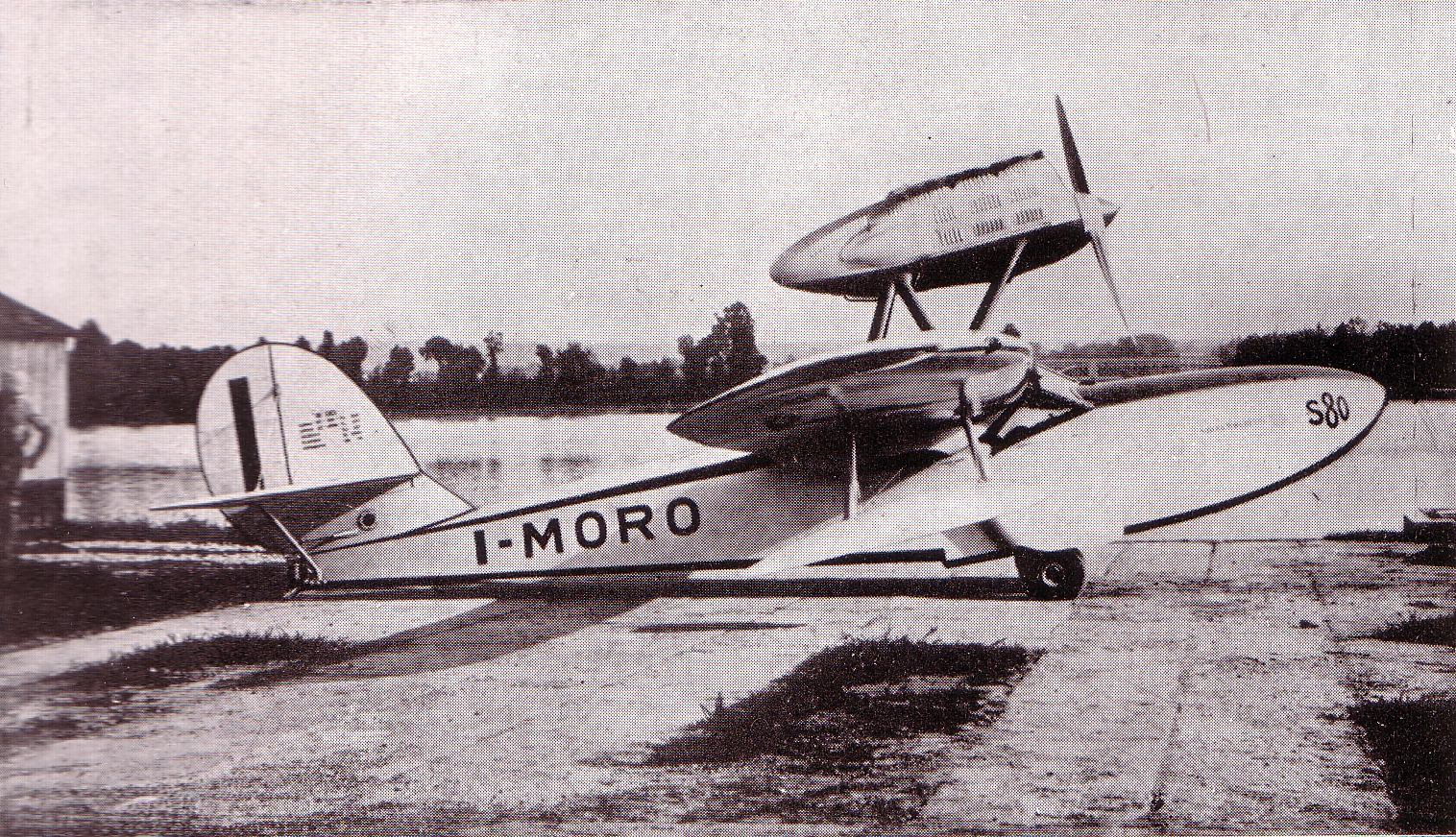
L'S80 di Giovanni Agnelli, con cui morì in incidente aereo a Genova nel 1935 il figlio Edoardo Agnelli.